# Butlla
Una butlla o butla és un document segellat sobre assumptes polítics o religiosos. Si està autenticada amb el segell papal, rep el nom de butlla papal  o butlla pontifícia. És una comunicació més formal que l'encíclica però, igual que aquesta, es coneix pel nom de les primeres paraules llatines que conté. Adopta la forma textual d'una carta apostòlica dirigida al conjunt dels fidels.

## Llista de butlles papals destacades

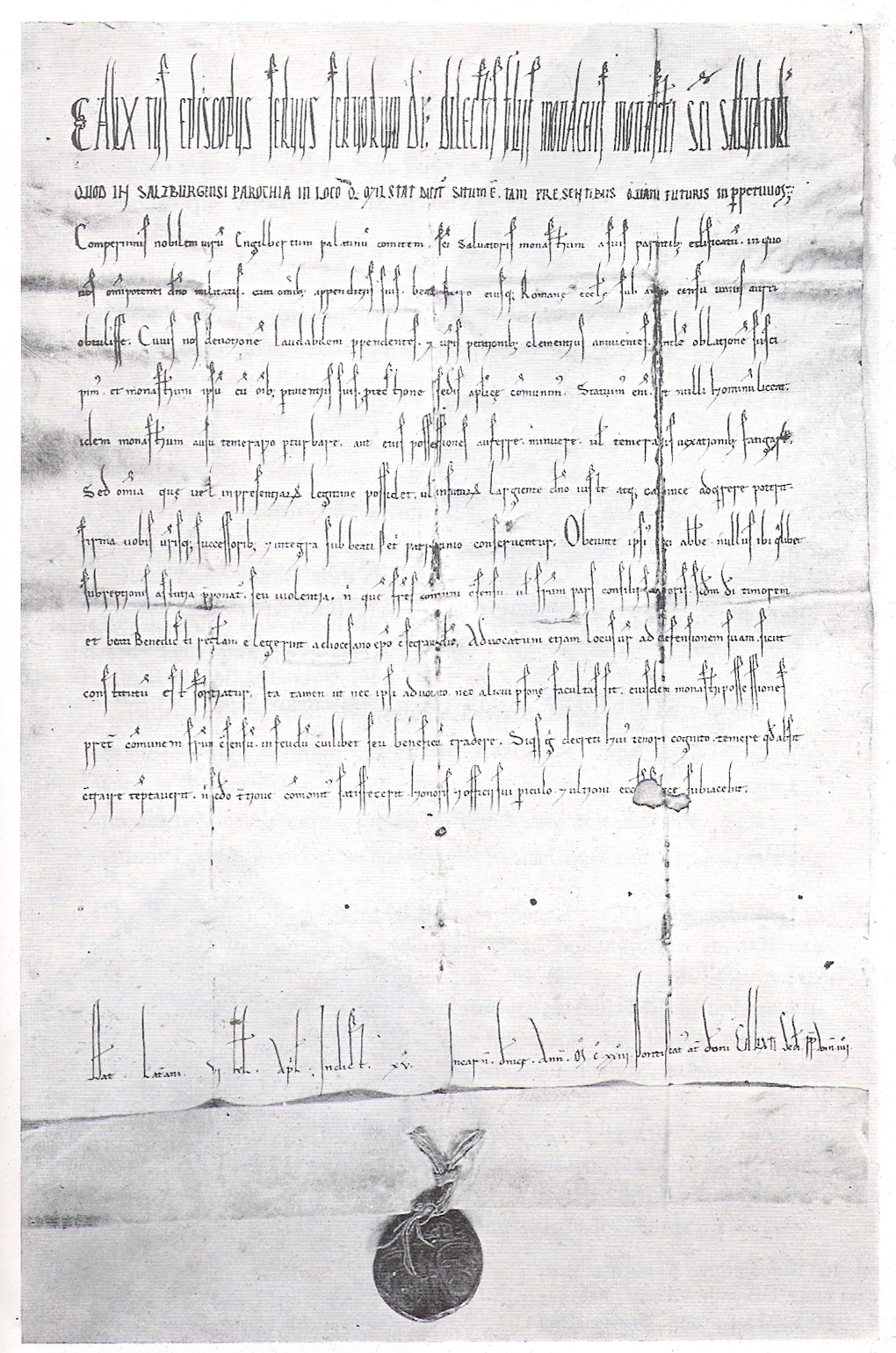
Butlla del Papa Calixt II de l'any 1122.

- 1059: In Nomine Domini: Estableix que només els cardenals poden escollir el nou Papa.
- 1074: posicionament del papa en la querella de les investidures.
- 1120: Sicut Judaeis: Es prohibeix la conversió forçosa dels jueus.
- 1139: Omne datum optimum: S'autoritza la creació dels templers.
- 1145: Quantum praedecessores: Es convoca la Segona Croada.
- 1184: Ad Abolendam: Condemna de l'heretgia, autoritza la tortura per combatre-la.
- 1187: Audita tremendi: Es convoca la Tercera Croada, amb privilegis per als seus participants.
- 1216: Religiosam vitam: S'aprova la creació de l'orde dels dominics.
- 1219: Super specula: Es prohibeix ensenyar dret civil a la universitat de París.
- 1223: Solet annuere: Creació de l'orde dels franciscans.
- 1232: Ille humani generis: Es confia la Inquisició als dominics.
- 1233: Etsi Judaeorum: S'intenten aturar els atacs dels cristians contra els jueus.
- 1252: Ad extirpanda: Autoritzava a la Inquisició l'ús de la tortura com a mitjà legítim per a obtenir la confessió dels heretges.
- 1296: Clericis Laicos: Es prohibeix als polítics seglars usar els béns dels religiosos.
- 1301: Ausculta, fili: Es proclama la supremacia del poder espiritual sobre el terrenal o polític.
- 1302: Unam Sanctam: Es declara que no hi ha salvació possible fora de l'Església catòlica.
- 1323: Cum inter nonnullos: Es rebutja la doctrina franciscana sobre la pobresa de Crist.
- 1377: Es declara herètic el pensament de John Wyclif, precursor de la Reforma.
- 1452: Dum diversas: S'autoritza l'esclavitud dels indígenes a les colònies.
- 1470: Ineffabilis providentia: S'estableix un jubileu cada 25 anys.
- 1478: Exigit sincerae devotionis: Neix la Inquisició espanyola.
- 1493: Inter caetera: Tractat que divideix les possessions d'Espanya i Portugal a Amèrica.
- 1515: De Super Impressione Librorum: Estableix la censura prèvia als llibres que es publiquen
- 1520: Exsurge Domine: Primera condemna formal de les tesis de Luter.
- 1540: Regimini militantis: Aprovació de l'orde dels jesuïtes.
- 1564: Index librorum prohibitorum.
- 1582: Inter gravissimas: S'estableix el calendari gregorià com a oficial.
- 1586: Coeli et terrae creator: Es condemna l'astrologia.
- 1653: Cum occasione: Condemna de Jansenisme.
- 1738: In eminenti: Condemna dels francmaçons.
- 1825: Quo Graviora: Contre els francmaçons i els carbonaris
- 1850: Universalis Ecclesiae: Pius IX restableix la jerarquia catòlica a Anglaterra
- 1854: Ineffabilis Deus: S'estableix el dogma de la Immaculada, traduïda per Joan Miquel Aymar.
- 1871: Pastor aeternus: Es declara que el papa és infal·lible quan parla inspirat per l'Esperit Sant.
- 1961: Humanae salutis: Es convoca el Concili del Vaticà II.